# Fenoxietanol
Fenoxietanolul este un compus organic, un eter aromatic, fiind utilizat ca agent bacteriostatic, de obicei utilizat împreună cu săruri de amoniu cuaternar. Este utilizat pe post de conservant, ca alternativă la cei care eliberează formaldehidă. În Uniunea Europeană și în Japonia, concentrația maximă la care poate fi utilizat în produse cosmetice este de  1%.

## Obținere
Fenoxietanolul este obținut în urma unei reacții de hidroxietilare a fenolului, prin sinteză Williamson, în prezența unui hidroxid al unui metal alcalin sau o borohidrură a unui metal alcalin.

## Spectru
Fenoxietanolul prezintă activitate împotriva bacteriilor Gram-negative și Gram-pozitive și a ciupercii Candida albicans.